# Bouillonville
Bouillonville est une commune française située dans le département de Meurthe-et-Moselle, en région Grand Est.

## Géographie
Village semi-troglodytique, curieusement implanté en fer à cheval au niveau du confluent du Rupt de Mad et de son affluent, la Madine. Il fait partie du parc naturel régional de Lorraine.

Fig. 1 - Bouillonville (ban communal).

D’après les données Corine land Cover, le ban communal de 535 hectares comportait en 2011,  57,3 % de zones agricoles 38 % de prairies et 4,7 % de forêts. Le territoire communal est arrosé par le ruisseau le Rupt de Mad sur 3,391 km et le Ruisseau la Madine sur 1,883 km.

### Communes limitrophes
| Beney-en-Woëvre | Thiaucourt-Regniéville | Thiaucourt-Regniéville |
| Beney-en-Woëvre | Bouillonville          | Thiaucourt-Regniéville |
| Pannes          | Euvezin                | Euvezin                |

### Hydrographie

#### Réseau hydrographique
La commune est dans le bassin versant du Rhin au sein du bassin Rhin-Meuse. Elle est drainée par le ruisseau la Madine et le ruisseau le Rupt de Mad,.
La Madine, d'une longueur de 19 km, prend sa source dans la commune de Varnéville et se jette  dans le Rupt de Mad sur la commune, après avoir traversé huit communes. 

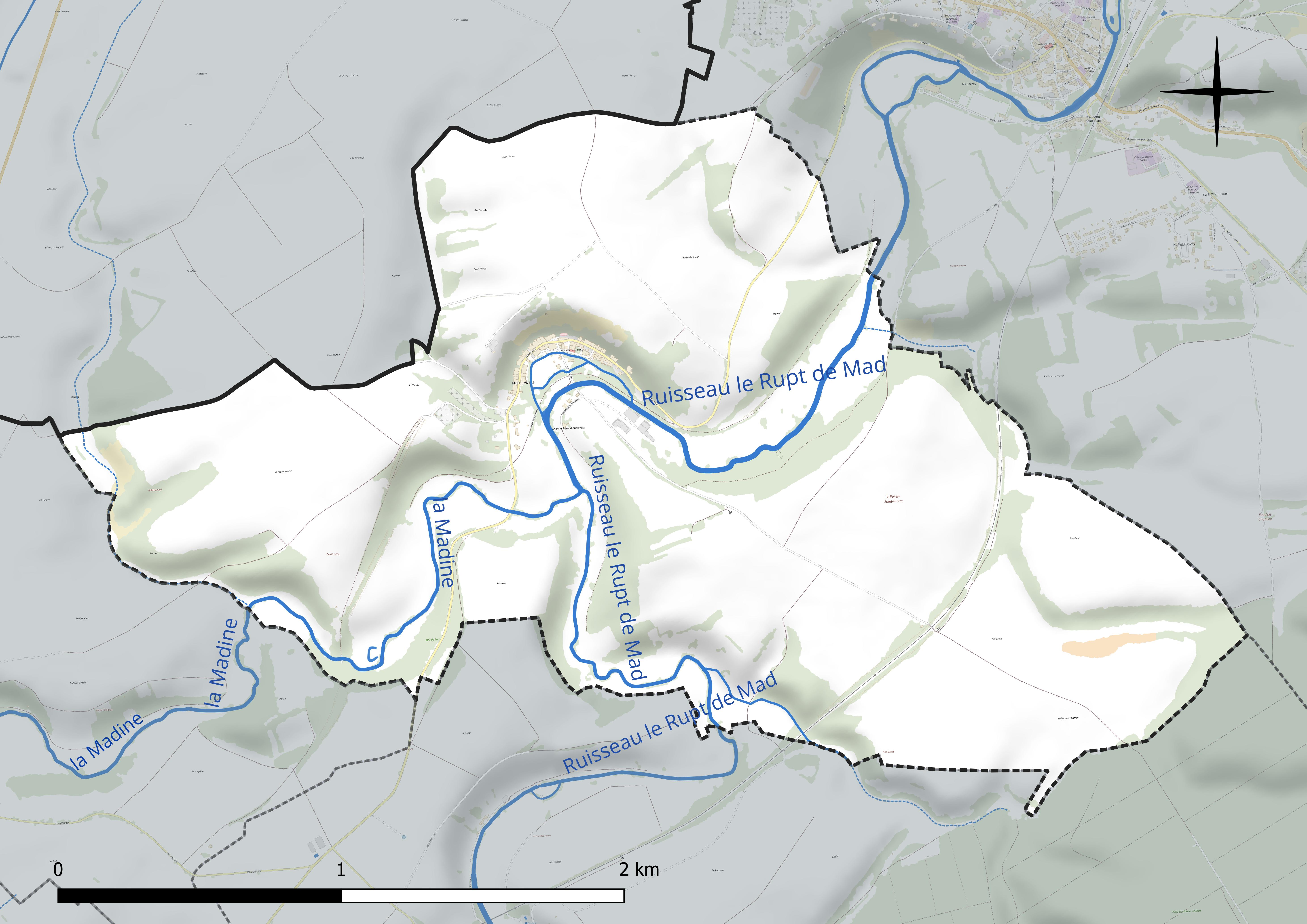
Réseau hydrographique de Bouillonville.

Le Rupt de Mad, d'une longueur de 55 km, prend sa source dans la commune de Geville et se jette  dans la Moselle à Novéant-sur-Moselle, après avoir traversé 21 communes. 

#### Gestion et qualité des eaux
Le territoire communal est couvert par le schéma d'aménagement et de gestion des eaux (SAGE) « Rupt de Mad, Esch, Trey ». Ce document de planification concerne les bassins versants du Rupt de Mad, de l’Esch et du Trey. Le périmètre a été arrêté le 2 juin 2014, la commission locale de l'eau (CLE) a été créée le 20 juin 2017, puis modifiée le 26 mars 20210. La structure porteuse de l'élaboration et de la mise en œuvre est le Parc naturel régional de Lorraine. 
La qualité des cours d’eau peut être consultée sur un site spécial géré par les agences de l’eau et l’Agence française pour la biodiversité. 

### Climat
Pour des articles plus généraux, voir Climat du Grand Est et Climat de Meurthe-et-Moselle.
En 2010, le climat de la commune est de type climat des marges montargnardes, selon une étude du Centre national de la recherche scientifique s'appuyant sur une série de données couvrant la période 1971-2000. En 2020, Météo-France publie une typologie des climats de la France métropolitaine dans laquelle la commune est dans une zone de transition entre le climat océanique altéré et le climat océanique altéré et est dans la région climatique  Lorraine, plateau de Langres, Morvan, caractérisée par un hiver rude (1,5 °C), des vents modérés et des brouillards fréquents en automne et hiver. 
Pour la période 1971-2000, la température annuelle moyenne est de 9,5 °C, avec une amplitude thermique annuelle de 16,6 °C. Le cumul annuel moyen de précipitations est de 793 mm, avec 12,3 jours de précipitations en janvier et 9 jours en juillet. Pour la période 1991-2020, la température moyenne annuelle observée sur la station météorologique de Météo-France la plus proche, « Nonsard », sur la commune de Nonsard-Lamarche à 6 km à vol d'oiseau, est de 10,7 °C et le cumul annuel moyen de précipitations est de 690,8 mm. 
La température maximale relevée sur cette station est de 40,1 °C, atteinte le 25 juillet 2019 ; la température minimale est de −17 °C, atteinte le 1er mars 2005,,. 
Les paramètres climatiques de la commune ont été estimés pour le milieu du siècle (2041-2070) selon différents scénarios d'émission de gaz à effet de serre à partir des nouvelles projections climatiques de référence DRIAS-2020. Ils sont consultables sur un site spécial publié par Météo-France en novembre 2022.

## Urbanisme

### Typologie
Au 1er janvier 2024, Bouillonville est catégorisée commune rurale à habitat dispersé, selon la nouvelle grille communale de densité à sept niveaux définie par l'Insee en 2022.
Elle est située hors unité urbaine et hors attraction des villes,.

### Occupation des sols
L'occupation des sols de la commune, telle qu'elle ressort de la base de données européenne d’occupation biophysique des sols Corine Land Cover (CLC), est marquée par l'importance des territoires agricoles (95,3 % en 2018), une proportion identique à celle de 1990 (95,3 %). La répartition détaillée en 2018 est la suivante : terres arables (57,3 %), prairies (38 %), forêts (4,7 %). L'évolution de l’occupation des sols de la commune et de ses infrastructures peut être observée sur les différentes représentations cartographiques du territoire : la carte de Cassini (XVIIIe siècle), la carte d'état-major (1820-1866) et les cartes ou photos aériennes de l'IGN pour la période actuelle (1950 à aujourd'hui).

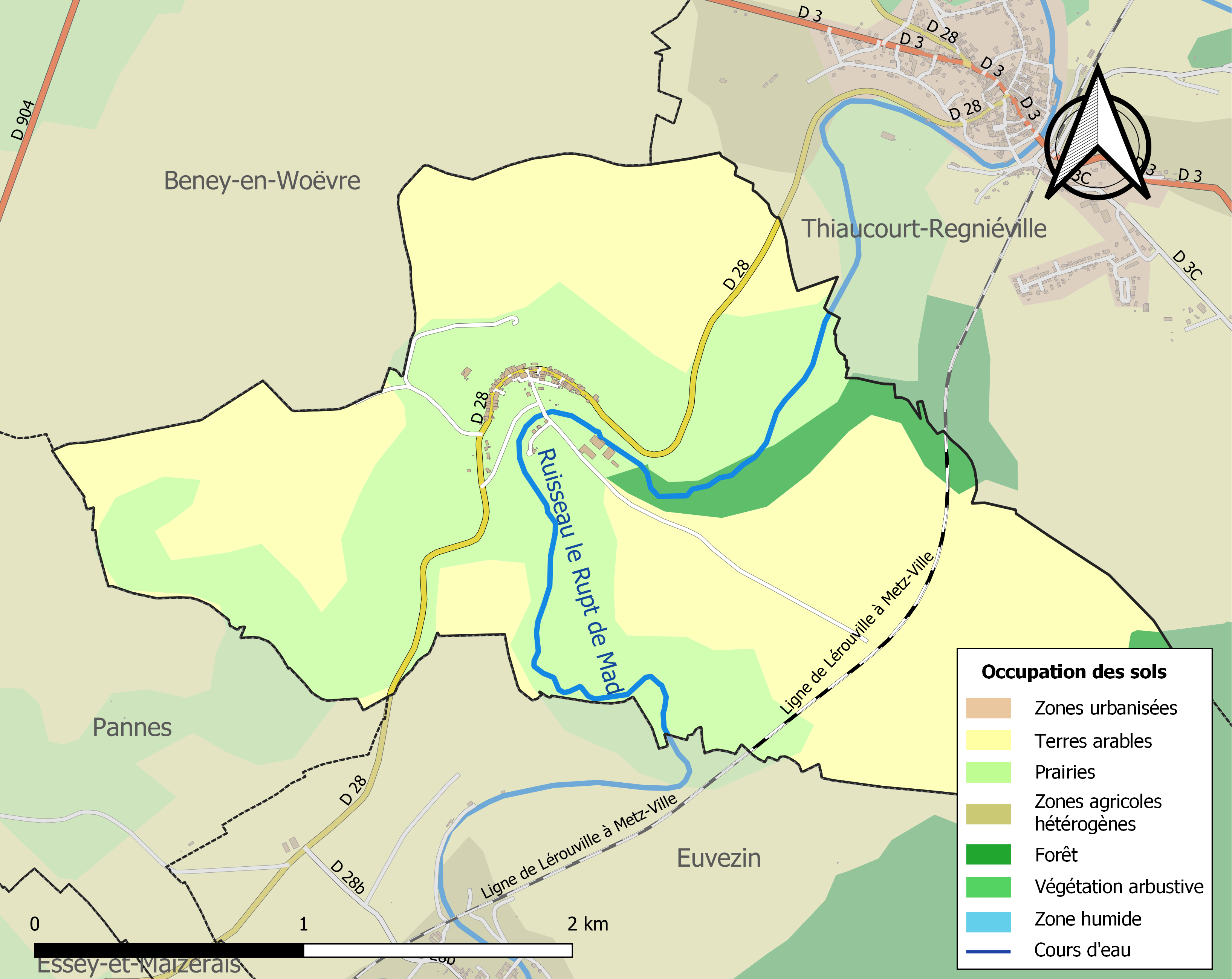
Carte des infrastructures et de l'occupation des sols de la commune en 2018 (CLC).

## Toponymie
Anciennes mentions : Baldofovilla, 857 - Godelinisvilla, 875 - Silva inter Aciaco et Balionivilla, 918 - Bodulfivilla in pago Scarponinse, 933 – Boullonville, 1258 – Buillonville, 1289 - Bullonville, 1340.
L'étymologie du nom moderne de la commune peut s'expliquer en considérant son implantation dans une partie resserrée du cours du Rupt de Mad, partie donc propice à la création de courants rapides, parfois appelés bouillons en patois. Mais les différentes graphies recensées par le Dictionnaire topographique de la Meurthe ci-avant orientent plutôt vers une corruption du nom de personne Bodolfo ou Bodulf, donc : le domaine « (villa) de Bodulf », nom carolingien.

### Ecarts et lieux-dits
Hauche ; moulin, commune de Bouillonville
Autreville ; cense, territoire de Bouillonville
La Justice ;  de nombreuses communes gardent par ce toponyme le souvenir des fourches patibulaires qui servaient pour les pendaisons.

## Histoire
- Présences gallo-romaine et franque.

### Antiquité et préhistoire
Il semble que la fondation d'un village carolingien, soupçonné par la toponymie, ait été précédée d'une occupation du territoire communal à l'époque gallo-romaine ainsi que le mentionne le répertoire archéologique de Meurthe :
« A la Ravine, plateau bordé de ravins profonds, et traversé par le chemin de Thiaucourt à Euvezin, traces d'une enceinte où l'on a trouvé beaucoup de monnaies (...) à la limite des bans de Thiaucourt et de Bouillonville, ruines gallo-romaines, … ».
Au XXe siècle, un bâtiment gallo-romain et des zones d'habitat mérovingiennes associées à des sépultures ont été signalés sur divers lieux dans la commune.

### Moyen Âge
Ce bourg est plutôt ancien comme l'indiquent les historiens :
« Il est fait mention de Bouillonville dans une charte du 25 novembre  875, par laquelle Louis de Germanie confirme les biens de l'abbaye de Sainte-Glossinde de  Metz, et dans la confirmation des biens de la même abbaye par le pape Pascal II, le 28 avril 1159. »
H Lepage en synthétise l'histoire comme suit :
« Le village de Bouillonville est mentionné dans un acte de vente qui remonte à l'année 1278. Par des titres de 1481 et 1497, on voit que la désignation du curé appartenait aux seigneurs d'Apremont. Le moulin était franc, et le meunier exempt de taille (d’impôts) »

### Époque contemporaine
Pendant la Seconde Guerre mondiale, la 13ème batterie du 156ème régiment d'artillerie à pied est installée un temps à Bouillonville et participe aux combats de Saint-Mihiel

## Politique et administration
| Période                                  | Période                   | Identité                                        | Étiquette | Qualité                       |
| ---------------------------------------- | ------------------------- | ----------------------------------------------- | --------- | ----------------------------- |
| Les données manquantes sont à compléter. |                           |                                                 |           |                               |
| mars 2001                                | En cours (au 26 mai 2020) | Gérard Renouard, Réélu pour le mandat 2020-2026 |           | Ancien agriculteur exploitant |

## Population et société

### Démographie
L'évolution du nombre d'habitants est connue à travers les recensements de la population effectués dans la commune depuis 1793. Pour les communes de moins de 10 000 habitants, une enquête de recensement portant sur toute la population est réalisée tous les cinq ans, les populations de référence des années intermédiaires étant quant à elles estimées par interpolation ou extrapolation. Pour la commune, le premier recensement exhaustif entrant dans le cadre du nouveau dispositif a été réalisé en 2005.

En 2022, la commune comptait 146 habitants, en évolution de −3,31 % par rapport à 2016 (Meurthe-et-Moselle : −0,13 %, France hors Mayotte : +2,11 %).
| 1793 | 1800 | 1806 | 1821 | 1831 | 1836 | 1841 | 1846 | 1851 |
| ---- | ---- | ---- | ---- | ---- | ---- | ---- | ---- | ---- |
| 303  | 209  | 238  | 253  | 253  | 268  | 284  | 289  | 300  |

| 1856 | 1861 | 1872 | 1876 | 1881 | 1886 | 1891 | 1896 | 1901 |
| ---- | ---- | ---- | ---- | ---- | ---- | ---- | ---- | ---- |
| 274  | 272  | 225  | 202  | 205  | 204  | 191  | 180  | 167  |

| 1906 | 1911 | 1921 | 1926 | 1931 | 1936 | 1946 | 1954 | 1962 |
| ---- | ---- | ---- | ---- | ---- | ---- | ---- | ---- | ---- |
| 143  | 112  | 162  | 124  | 110  | 92   | 84   | 114  | 112  |

| 1968 | 1975 | 1982 | 1990 | 1999 | 2005 | 2006 | 2010 | 2015 |
| ---- | ---- | ---- | ---- | ---- | ---- | ---- | ---- | ---- |
| 102  | 85   | 76   | 80   | 91   | 102  | 103  | 127  | 147  |

| 2020 | 2022 | - | - | - | - | - | - | - |
| ---- | ---- | - | - | - | - | - | - | - |
| 149  | 146  | - | - | - | - | - | - | - |

## Économie
Les historiens s'accordent à décrire une économie essentiellement agricole et viticole, au XIXe siècle,  
« Surf. territ. :  531 hect.; 380 en terres lab., 40 en prés, 9 en bois, 75 en vignes. Ecart : Moulin de Hauche.. »
H. Lepage le souligne d'ailleurs explicitement :
« Bouillonville est renommé pour ses vins justement estimés. »

### Secteur primaire ouAgriculture
Le secteur primaire comprend, outre les exploitations agricoles et les élevages, les établissements liés à l’exploitation de la forêt et les pêcheurs.
D'après le recensement agricole 2010 du Ministère de l'agriculture (Agreste), la commune de Bouillonville était majoritairement orientée sur la polyculture et le poly-élevage (auparavant même production ) sur une surface agricole utilisée d'environ 284 hectares (inférieure à la surface cultivable communale) quasi stable depuis 1988 - Le cheptel en unité de gros bétail s'est réduit de 191 à 132 entre 1988 et 2010. Il n'y avait plus que 2 (contre 4 auparavant) exploitations agricoles ayant leur siège dans la commune employant 4 unités de travail (6 auparavant).

## Culture locale et patrimoine

### Lieux et monuments

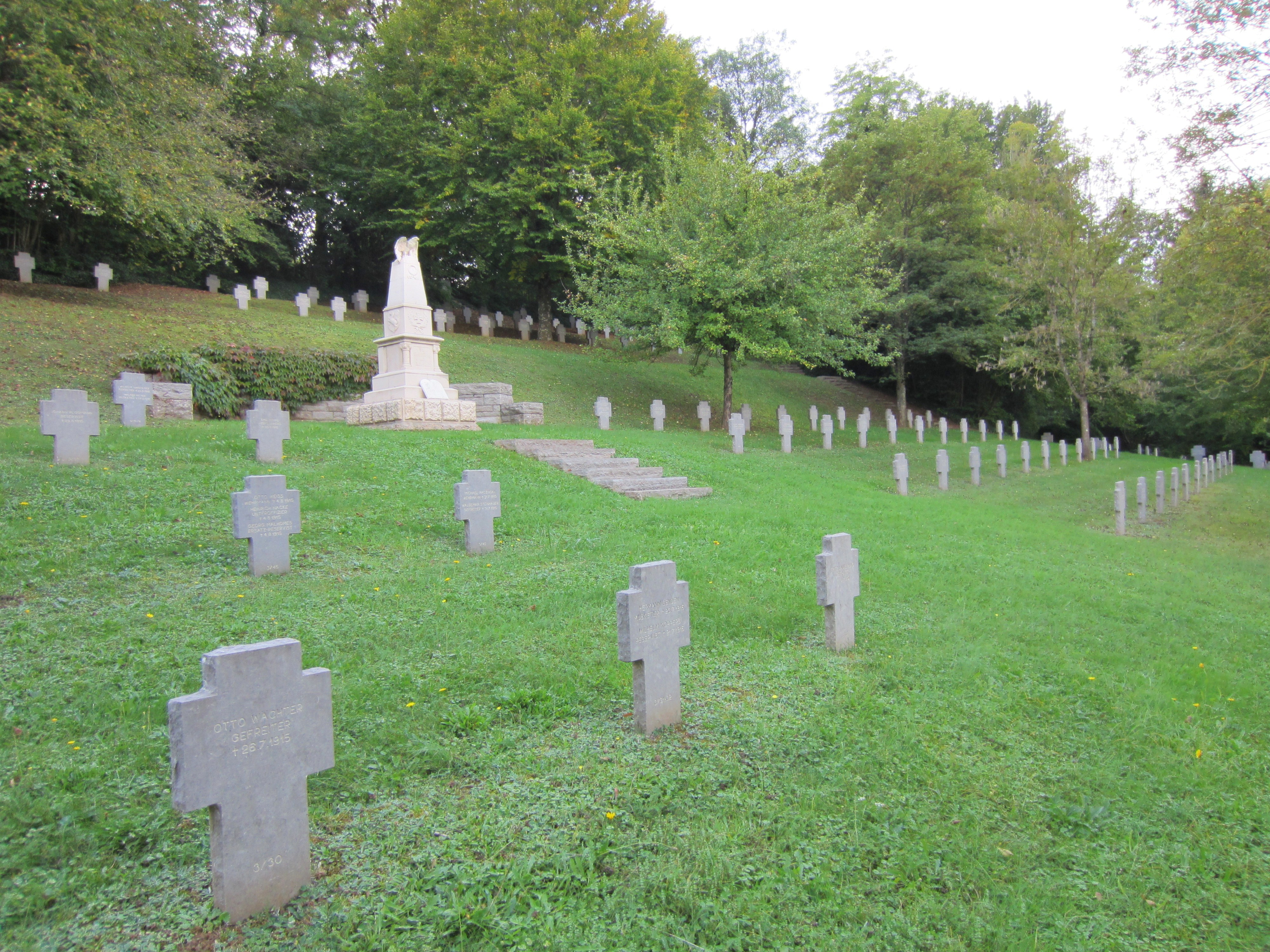
Cimetière militaire allemand de Bouillonville.

- Vestiges antiques en plusieurs points de la commune.
- Derrière l'église, une vaste grotte a été aménagée en hôpital militaire allemand au cours de la guerre 1914-1918.
- Cimetière militaire allemand de Bouillonville - Première Guerre mondiale (1368 Allemands).
- Église Saint-Denys XVIIIe siècle, remaniée XIXe siècle : chevet en cul-de-four, remanié XIXe siècle.

### Personnalités liées à la commune
- Étienne de Rosières né en 1622, seigneur d'Euvezin et Bouillonville.
- Charles Antoine de Rosières : né le 17 février 1641, décédé le 1er juillet 1722 : capitaine de cavalerie au service du duc Charles IV ; comte de Rosières, seigneur d'Euvezin et de Bouillonville[35].
- famille d'Apremont

### Héraldique, logotype et devise
| Blason de Bouillonville | Blason  | De gueules à la croix d'argent cantonnée de quatre roses d'or. |
| Blason de Bouillonville | Détails | Conflit héraldique : le dessin ne présente que trois roses. La croix est celle de la famille d'Apremont, d'ancienne chevalerie, seigneur de Bouillonville au Moyen Âge. Les roses rappellent la famille Rosières qui y possédait la haute et basse justice au XVIIIe siècle. Le statut officiel du blason reste à déterminer. |